# SVT (Vicenza)
La Società Vicentina Trasporti (SVT) è la società di trasporto pubblico del vicentino.

## Storia
La società è entrata in attività a partire dal 1º marzo 2016 quando le aziende AIM Mobilità (società del gruppo AIM Vicenza che si occupava del trasporto pubblico urbano e suburbano di Vicenza) e FTV (Ferrovie e Tramvie Vicentine che si occupava del trasporto pubblico extraurbano) hanno ceduto i loro rami d'azienda del trasporto pubblico creando l'SVT S.r.l. con un capitale sociale di 12.482.293 di euro e con oggetto sociale la gestione dei trasporti pubblici cittadini e provinciali di Vicenza. In SVT il 65% delle quote è di FTV e il 35% del Comune di Vicenza.
Già da qualche anno le due aziende avevano messo alcuni servizi in comune (biglietteria unica, scambio di autisti) senza che però si arrivasse alla creazione di un'unica società (cosa già avvenuta in buona parte della regione).
Nel mese di aprile il presidente di SVT, Angelo Macchia, ha dichiarato che la società ha iniziato ad unificare le fermate di AIM ed FTV lungo le strade e i viali di ingresso ed uscita della città (laddove vi sono sia i percorsi di autobus urbani sia quelli di linee extraurbane). Questa razionalizzazione porterà benefici in termini di comodità per l'utenza che economici per l'azienda. Con i risparmi ottenuti verranno infatti realizzate nuove piazzole per la sosta dei bus nei comuni dell'hinterland e installate nuove pensiline in alcune fermate.
Nel luglio 2016 viene presentato il nuovo direttore generale di SVT, Umberto Rovini, proveniente dalla APS Holding di Padova.
Nell'agosto 2016 il nuovo direttore generale di SVT assieme al sindaco di Vicenza Achille Variati ed ai direttori d'esercizio del servizio urbano ed extraurbano di SVT ha presentato i primi 12 nuovi autobus consegnati durante la gestione SVT.
Con l'entrata in vigore dell'orario invernale 2016-2017 si è proceduto alla sostituzione degli abbonamenti con l'abbonamento unico e all'unificazione dei biglietti.

Nella città di Vicenza tutte le tabelle percorso dei bus urbani sono state aggiornate con il nuovo logo SVT, così come sono stati aggiornati loghi e numerazione di tutti i mezzi ex AIM (alla numerazione precedente è stato anteposto un 4 quindi, ad esempio, la vettura 356 è diventata 4356). 7 mezzi (2 autobus e 5 autosnodati) ex AIM sono stati pellicolati con una livrea "celebrativa" per la nascita della società SVT.
Per quanto riguarda i mezzi ex FTV tutte le vetture hanno adottato il nuovo logo. A partire dal 2017 tutti gli autobus urbani di nuova acquisizione destinati ai bacini di Vicenza, Bassano del Grappa e Valdagno sono stati scelti in colorazione completamente bianca, riservando la livrea bianco/rossa alla sola flotta extraurbana, già colorazione scelta da FTV.
A partire da febbraio 2023 è iniziata l'installazione di display informativi digitali nelle fermate del servizio urbano, che forniscono l'orario di passaggio delle linee e l'attesa in tempo reale. L'alimentazione avviene attraverso l'installazione di pannelli fotovoltaici collocati sull'estremità della struttura della fermata. 

## Servizio

### Urbano e suburbano Vicenza

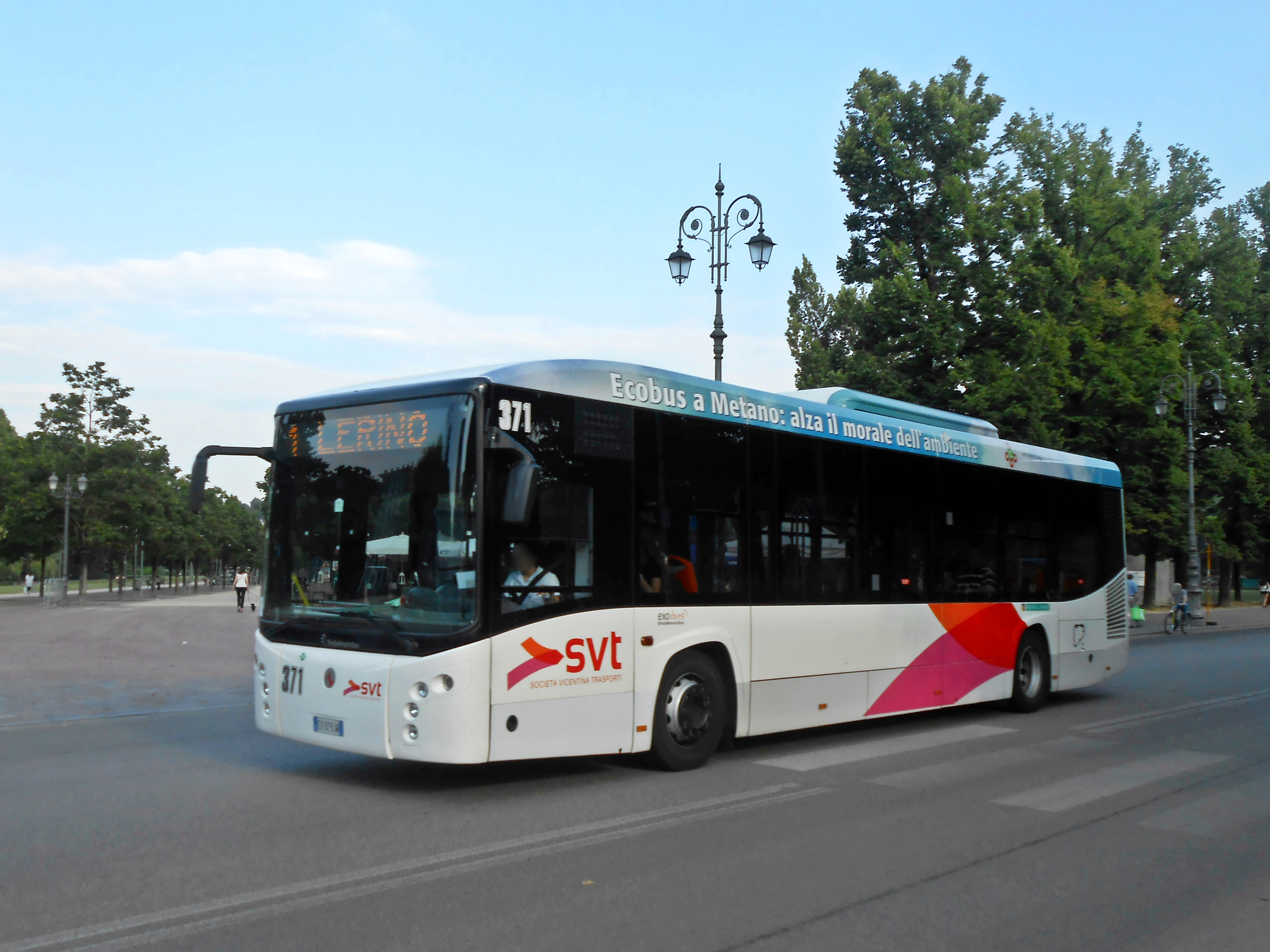
BredaMenarinibus Avancity+ LU CNG nº4371 in servizio urbano pellicolato con la livrea SVT

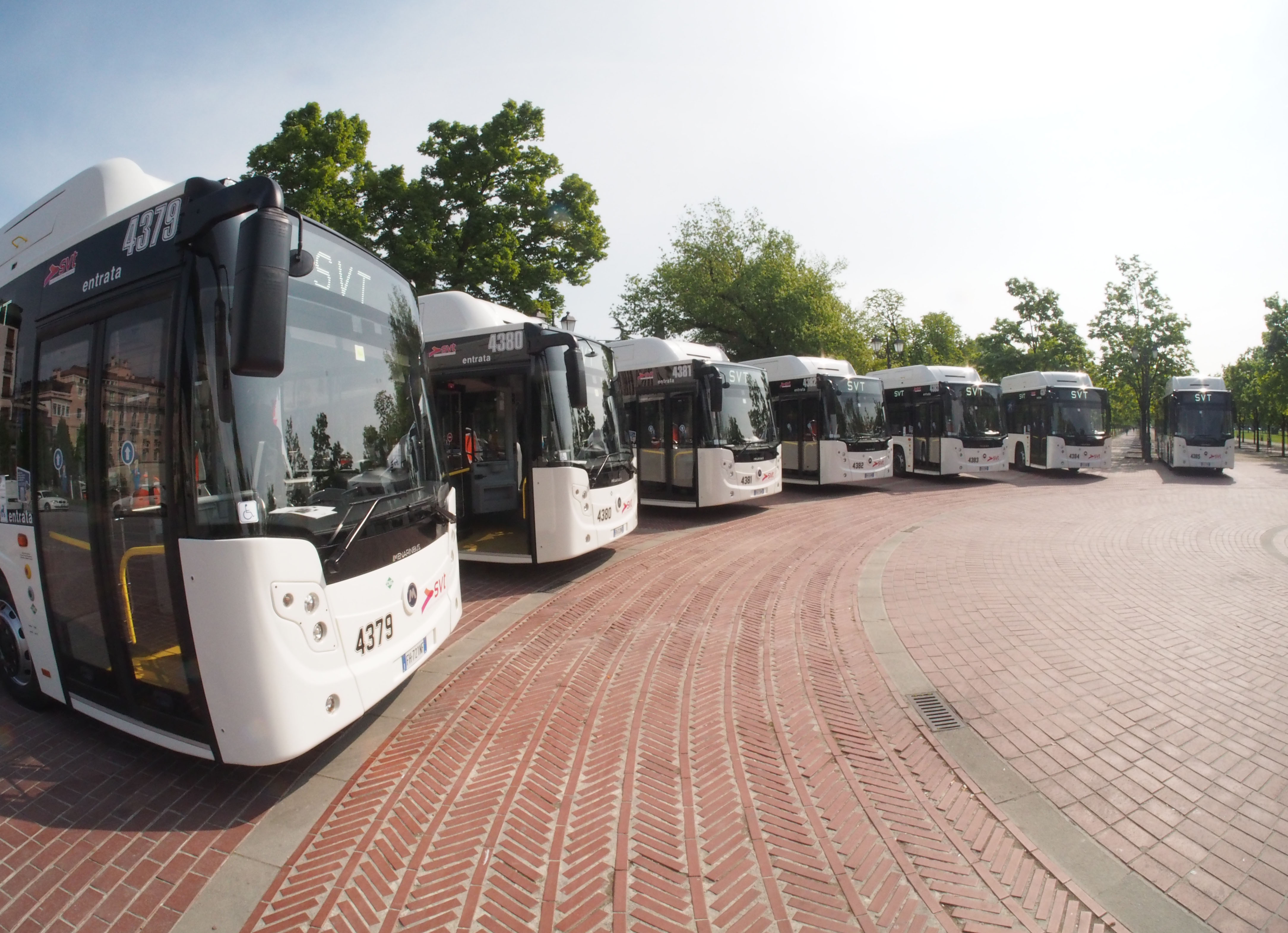
I BredaMenarinibus Citymood sono il modello di autobus più presente a Vicenza (foto originalmente pubblicata nel sito del Comune di Vicenza).

Il servizio urbano di Vicenza gestito da SVT (basato sulla precedente gestione di AIM Mobilità) è composto da 20 autolinee che coprono in modo capillare l'intera città e i comuni dell'area urbana (Torri di Quartesolo, Quinto Vicentino, Bolzano Vicentino, Arcugnano, Costabissara, Longare, Caldogno, Monticello Conte Otto, Altavilla Vicentina, Sovizzo, Creazzo, Gambugliano e Monteviale).
La maggior parte delle linee effettuano collegamenti radiali nord-sud ed est-ovest e percorrono l'anello di strade che delimitano l'area pedonale del centro storico (fulcro del servizio), individuata tra contrà Pedemuro San Biagio, piazza Castello, la stazione ferroviaria, viale Roma, contrà Mure Pallamaio, viale Giuriolo e ponte degli Angeli.
Nel suo complesso, il servizio viene erogato su 520 km di rete ordinaria, lungo i quali sono dislocate 975 paline di fermata.
Annualmente vengono percorsi oltre 4,389 milioni di chilometri, trasportando 13,379 milioni di passeggeri.
L'orario di servizio varia a seconda della linea ma nella sua globalità esso inizia alle 5.20 e termina alle 20.50.

#### Servizio serale
Al termine del servizio diurno è attivo un servizio serale a chiamata che copre 221 fermate contraddistinte da paline con un adesivo blu. L'orario del servizio serale va dalle 20.30 alle 23.30 dalla domenica al giovedì, fino alle 2 al venerdì mentre il sabato e alcuni giorni prefestivi il servizio è attivo fino alle 3.30. Il servizio nel corso degli anni è stato progressivamente ampliato con la copertura di nuove zone della città.
Dagli 8.000 passeggeri annui registrati nel 2013 (anno di debutto del servizio) si registrano ora oltre 23.000 utenti annui.

#### Peri-metrò
A partire dal dicembre 2018 è attivo il servizio diurno a chiamata battezzato Peri-metrò, che serve le località di estrema periferia (Polegge, Bertesina, Settecà, Borgo Casale, San Pietro Intrigogna, Biron, Maddalene e Lobia) dal lunedì al sabato nelle cosiddette "ore di morbida",

#### Centrobus
Tre linee (10, 20 e 30) costituiscono il servizio Centrobus, ossia navette che ogni 10-12 minuti collegano i parcheggi scambiatori Stadio, Mercato e Cricoli al centro storico avvalendosi di piccoli autobus.

#### Parco mezzi servizio urbano e suburbano
La flotta autobus che serve la città di Vicenza comprende poco più di 140 autobus di cui oltre 120 alimentati a GPL o a gas metano compresso, con una prevalenza di quest'ultimo. L'età media si attesa poco al di sotto dei 9 anni, contro i circa 15 anni rilevati al momento della fusione con FTV nel 2016.

### Urbano e suburbano di Bassano del Grappa
Il servizio urbano di Bassano del Grappa gestito da SVT (basato sulla precedente gestione di FTV) è composto da 7 autolinee che attraversano la città e la collegano ai principali comuni limitrofi (Pove del Grappa, Romano d'Ezzelino, Cartigliano, Cassola). A queste si aggiunge una navetta che collega il parcheggio Gerosa con il centro storico. Complessivamente il servizio viene erogato con oltre 57.000 corse/anno su 113 km di rete ordinaria, con 492 fermate dislocate uniformemente sul territorio.
La flotta autobus che serve la città di Bassano del Grappa comprende circa 14 autobus alimentati a gasolio, con un'età media di 11,5 anni.

### Urbano di Valdagno e Recoaro Terme
I servizi urbani di Valdagno e Recoaro Terme (basati anch'essi sulla precedente gestione di FTV) sono composti complessivamente da 7 autolinee. Vengono erogati con oltre 22.200 corse/anno su 85 km di rete ordinaria, lungo i quali sono presenti 208 fermate, dislocate sul territorio tra Valdagno e Recoaro.
La flotta autobus che serve le due cittadine della Valle dell'Agno comprende 10 autobus alimentati a gasolio, con un'età media passata da 15 anni nel 2016 a circa 7 anni nel 2019, grazie all'investimento su nuovi mezzi più nuovi, accessibili ed ecologici, con motori Euro 5 ed Euro 6.

### Extraurbano

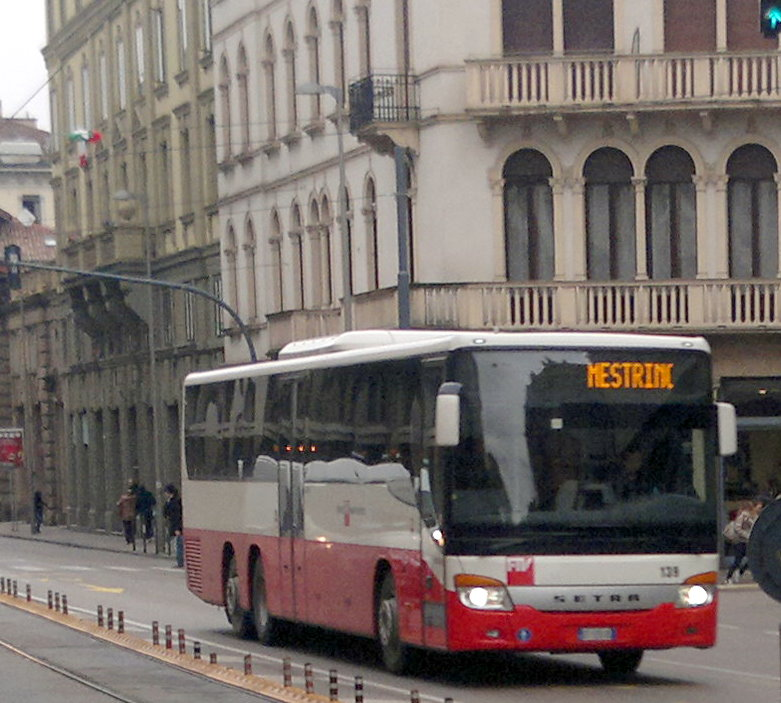
Setra S 417 UL in servizio extraurbano con livrea FTV

Il servizio extraurbano ricalca quello della gestione FTV e consta di 53 autolinee che collegano tutti i centri della provincia con il capoluogo, estendendosi in alcuni casi oltre i confini provinciali nei territori delle Provincie di Trento, Verona, Treviso e Padova (in quest'ultimo caso le corse collegano anche i due capoluoghi).
Durante il periodo estivo SVT fornisce un servizio di collegamento giornaliero con le principali spiagge di Veneto ed Emilia-Romagna mentre nel periodo invernale è previsto un apposito collegamento festivo con le piste da sci dell'Altopiano di Asiago.
Il servizio si concretizza su oltre 1.600 km di rete ordinaria e altri 570 km di rete stagionale, lungo i quali sono distribuiti 2.305 punti di fermata in 146 comuni della Provincia di Vicenza.
L'orario di servizio varia a seconda della linea ma nella sua globalità esso inizia alle 5.00 e termina alle 22.00. Per quanto riguarda il servizio extraurbano non è attivo un servizio serale.

#### Parco mezzi extraurbano
La flotta extraurbana comprende circa 260 mezzi con un'età media di poco superiore ai 13 anni.
Fin dai primi mesi di vita, la società si é impegnata a dotare anche il servizio extraurbano di autobus ecologicamente avanzati ed efficienti, nonché fruibili universalmente e quindi dotati di dispositivi di audio-video per ciechi ipovedenti e pedane/elevatori per l'accesso di persone su sedia a ruote. 

## Organizzazione
La sede centrale dell'azienda è a Vicenza. Nel territorio sono presenti numerose biglietterie, e per il servizio urbano di Vicenza è possibile comperare il titolo di viaggio anche a bordo del mezzo (oltre che tramite app).
Per quanto riguarda la dislocazione, al fine di garantire un servizio capillare in tutta la provincia di Vicenza, la società si è organizzata in diversi depositi:
- Arsiero con 7 mezzi per 2 linee
- Asiago con 4 mezzi per 2 linee
- Enego con 2 mezzi per una linea
- Gallio con 8 mezzi per 2 linee
- Lastebasse con 2 mezzi per una linea
- Luserna, unico deposito in Provincia di Trento, con 2 mezzi per una linea
- Lusiana  con 5 mezzi per 3 linee
- Noventa Vicentina con 24 mezzi per 6 linee
- Romano d'Ezzelino/Bassano del Grappa con 28 mezzi per 9 linee
- Sant'Antonio di Valli del Pasubio con 4 mezzi per 2 linee
- Schio con 21 mezzi per 6 linee
- Thiene con 9 mezzi per 3
- Valdagno con 21 mezzi per 4 linee
- Vicenza viale Fusinieri con 143 mezzi per le oltre 20 linee del servizio urbano
- Vicenza viale Milano  con 59 mezzi per 29 linee